# José Fernández (1974)
Pour le lanceur cubain, voir José Fernández (baseball, 1992).
José Fernández (né le 2 novembre 1974 à La Vega, République dominicaine) est un joueur de baseball ayant évolué dans les Ligues majeures de baseball, la NPB au Japon, l'Organisation coréenne de baseball et la Ligue mexicaine de baseball.

## Carrière
José Fernández signe son premier contrat professionnel en 1993 avec les Expos de Montréal. Il passe aux Ligues majeures en 1999, jouant le 3 juillet le premier de ses 8 matchs avec le club canadien. Il n'apparaît au total que dans 21 parties des majeures, les 13 autres avec les Angels d'Anaheim en 2001. Il réussit 7 coups sûrs dont 3 doubles, totalise un point produit et un point marqué et frappe dans une moyenne au bâton de ,143. Il joue 7 matchs comme joueur de troisième but et 2 comme joueur de premier but, les deux positions qui sont les siennes dans les ligues mineures, en plus d'être utilisé 7 fois comme frappeur désigné par les Angels. 
Il quitte l'Amérique du Nord pour s'engager en 2002 avec les SK Wyverns, un club de Corée du Sud dans l'Organisation coréenne de baseball (KBO). L'année suivante, il rejoint la NPB au Japon. Au fil des ans, il porte les couleurs des Chiba Lotte Marines (2003), des Seibu Lions (2004-2005), des Tohoku Rakuten Golden Eagles (2006-2008), des Orix Buffaloes (2009) avant de faire en 2010 et 2011 un second séjour chez les Lions et de retourner aux Eagles en 2012. En 2010, avant de repartir au Japon, il évolue pour les Tigres de Quintana Roo de la Ligue mexicaine de baseball.